# Brains-sur-Gée

Brains-sur-Gée este o comună în departamentul Sarthe, Franța. În 2009 avea o populație de 687 de locuitori.